# Lindenhurst (New York)
Lindenhurst ist eine Gemeinde im Suffolk County, New York, USA, an der südlichen Küste von Long Island.
Im Jahr 2010 betrug die Einwohnerzahl beim Zensus 27253.
Der Ort ist seit 1923 offiziell unter dem Namen Incorporated Village of Lindenhurst bekannt.

## Geschichte
Ursprünglich wurde die 1873 gegründete Siedlung „Breslau“ benannt, weil die ersten Siedler aus Breslau in Schlesien stammten. 1891 wurde die Gemeinde in Lindenhurst umbenannt.

## Persönlichkeiten
- Die Rock-Sängerin Pat Benatar (* 1953) wuchs in Lindenhurst auf.
- Der Komponist Teddy Castellucci (* 1965) machte seinen Abschluss an der Lindenhurst High School.
- Der Mathematiker Ralph E. Kleinman (1929–1998) wuchs in Lindenhurst auf.